# Peredwischniki

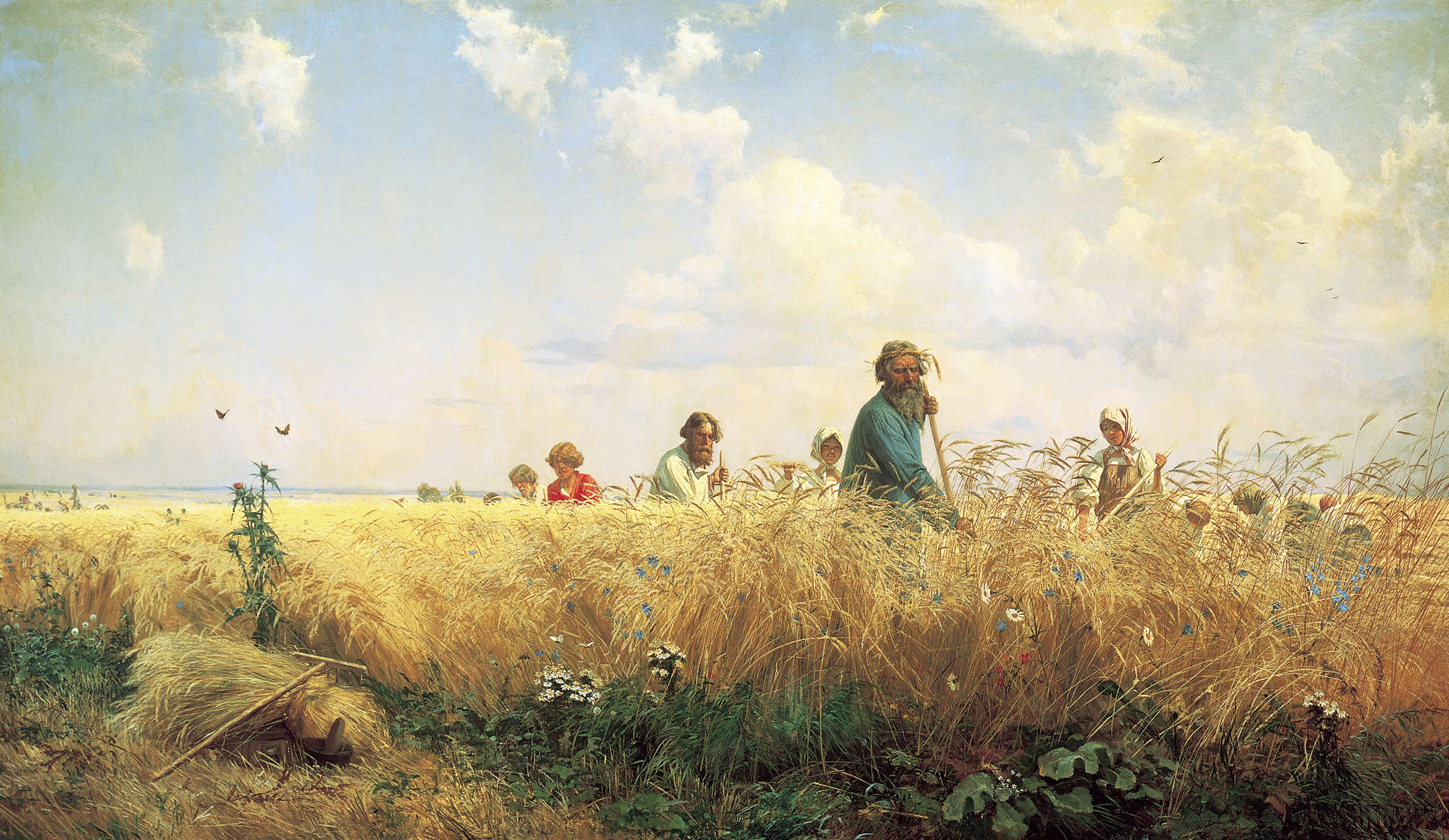
Beispiel eines typischen Vertreters der Peredwischniki: Grigori Mjassojedow, Die Mäher, 1887

Die Peredwischniki (russisch передви́жники; deutsch: Wanderer) waren eine Gruppe russischer Künstler, vorrangig Maler, die Vertreter des Realismus in der Malerei waren. Diese bildeten aus Protest gegen die Restriktionen der Kaiserlichen Kunstakademie Petersburg eine Genossenschaft von Künstlern und gründeten im Jahr 1870 die Genossenschaft der künstlerischen Wanderausstellungen (Товарищество передвижных художественных выставок / Towarischtschestwo peredwischnych chudoschestwennych wystawok).

## Geschichte
Die Gesellschaft wurde in Sankt Petersburg auf Initiative von Kramskoi, Mjassojedow, Ge sowie Perow gegründet. Den Hintergrund bildete eine Auseinandersetzung innerhalb der Akademie zwischen den Vertretern der Avantgarde der Künste, die sich für demokratische Ideale einsetzten, und den Vertretern, die sich für die von der Petersburger Kunstakademie deklarierten und gelehrten Doktrinen einsetzten.

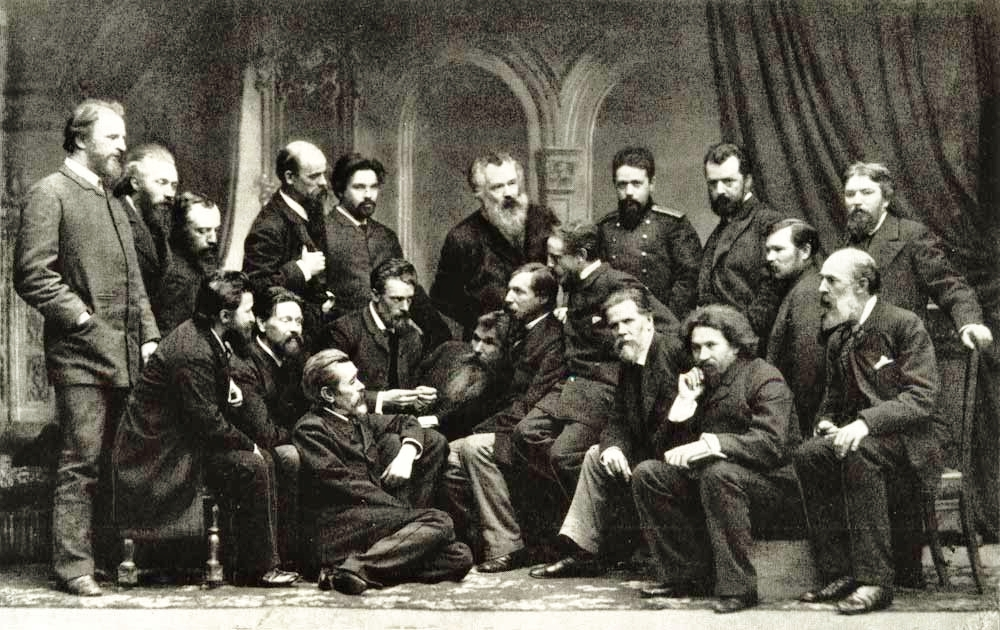
Gruppenbild der Peredwischniki um 1885
Sitzend (v. l.): Sergei Ammosow; Alexander Kisseljow; Nikolai Newrew; Wladimir Makowski; Alexander Litowtschenko; Illarion Prjanischnikow; Kirill Lemoch; Iwan Kramskoi; Ilja Repin; ..Iwanow (Angestellter des Vorstandes); Konstantin Makowski
Stehend (v. l.): Grigori Mjassojedow; Konstantin Sawizki; Wassili Polenow; Jefim Wolkow; Wassili Surikow; Iwan Schischkin; Nikolai Jaroschenko; Pawel Brjullow; Alexander Beggrow

Der Kopf der neu gegründeten Gesellschaft wurde Iwan Kramskoi. Die Peredwischniki wurden durch die ästhetischen Ansichten von Wissarion Belinski und Nikolai Tschernyschewski beeinflusst.
In der Zeit von 1871 bis 1923 wurden durch die Peredwischniki 48 Wanderausstellungen in Sankt Petersburg, Moskau, Kiew, Charkow, Kasan, Orjol, Riga, Odessa und anderen Städten des damaligen Russischen Reiches organisiert und durchgeführt.
Als Maler des Realismus bildeten sie oft die vielschichtigen Charaktere des gesellschaftlichen Lebens ab – und zwar nicht in den Salons von Sankt Petersburg oder in den Landsitzen des Adels, sondern bevorzugt die „einfachen Leute“, und dies mit kritischen Tönen. Das Anliegen ihrer Kunst war die Darstellung des Alltagslebens – in Bauernhütten, in den Dörfern und in den Vorstädten – sowie der Traditionen des Volkes. In der humanistischen Kunst der Peredwischniki zeigte sich die entschlossene Verurteilung der absolutistischen Herrschaft Russlands.
Die Bewegung der Peredwischniki erreichte in ihrer Blütezeit während der 1870er und 1880er Jahre einen wachsenden Einfluss. Im Gegensatz zur traditionellen dunklen Farbgebung dieser Zeit wählten diese Künstler hellere, schillerndere Farben. Sie setzten auf Natürlichkeit in ihren Bildern und zeigten die Beziehungen der Menschen zu ihrer Umwelt.
Die Gesellschaft vereinigte fast alle der talentiertesten Maler des Landes. Zu den Peredwischniki zählten bald auch Künstler aus der Ukraine, Lettland und Armenien.
Um die Jahrhundertwende begannen die Peredwischniki ihren Fokus auf die Darstellung des Lebens zu verlieren. Ihr Einfluss auf die Gesellschaft schwand und einige Künstler begannen, sozialistische Ideen darzustellen, die die Entwicklung der Arbeiterbewegung abbildeten. Viele Peredwischniki bekannten sich zur sowjetischen Kunst und trugen zur Entstehung des Sozialistischen Realismus in der Malerei bei.
Im Jahr 1923 fand die 48. und gleichzeitig letzte Ausstellung der Peredwischniki statt.

## Bedeutende Vertreter (Auswahl)
- Abram Jefimowitsch Archipow (1862–1930), russischer Maler
- Michail Clodt von Jürgensburg (1833–1902), russischer Landschaftsmaler
- Nikolai Nikolajewitsch Ge (1831–1894), russischer Maler
- Sergei Wassiljewitsch Iwanow
- Nikolai Alexandrowitsch Jaroschenko (1846–1898), russischer Maler
- Nikolai Alexejewitsch Kassatkin (1859–1930), russischer Maler
- Michail Konstantinowitsch Klodt
- Kyriak Kostandi (1852–1921), ukrainischer Maler griechischer Herkunft
- Iwan Nikolajewitsch Kramskoi (1837–1887), russischer Maler, Pädagoge und Kunstkritiker
- Archip Iwanowitsch Kuindschi (1841–1910), russischer Maler des Realismus
- Isaak Iljitsch Lewitan (1860–1900), russischer Maler des Realismus
- Rafail Sergejewitsch Lewizki
- Konstantin Jegorowitsch Makowski (1839–1915), russischer Maler
- Wladimir Jegorowitsch Makowski (1846–1920), russischer Maler und Pädagoge
- Wassili Maximowitsch Maximow (1844–1911), russischer Maler
- Grigori Grigorjewitsch Mjassojedow (1834–1911), russischer Maler und Bildhauer
- Iwan Grigorjewitsch Mjassojedow (1881–1953), russischer Maler, Zeichner, Grafiker, Fotograf und Philosoph
- Oleksandr Muraschko (1875–1919), ukrainischer Maler und Pädagoge
- Michail Wassiljewitsch Nesterow (1862–1942), russischer Maler
- Nikolai Wassiljewitsch Newrew (1930 1904), russischer Maler
- Ilja Semjonowitsch Ostrouchow
- Wassili Grigorjewitsch Perow (1833–1882), russischer Maler
- Nikolai Korniljewitsch Pimonenko (1862–1912), ukrainischer Maler
- Wassili Dmitrijewitsch Polenow (1844–1927), russischer Maler und Pädagoge
- Illarion Michailowitsch Prjanischnikow (1840–1894), russischer Maler
- Ilja Jefimowitsch Repin (1844–1930), russischer Maler
- Konstantin Apollonowitsch Sawizki (1844–1905), russischer Maler und Pädagoge
- Alexei Kondratjewitsch Sawrassow (1830–1897), russischer Landschaftsmaler
- Iwan Iwanowitsch Schischkin (1832–1898), russischer Maler und Grafiker
- Walentin Alexandrowitsch Serow (1865–1911), russischer Maler, Grafiker und Porträtmaler
- Dmitri Minajewitsch Sinodi-Popow (1855–1910), russischer Maler griechischer Abstammung
- Wassili Iwanowitsch Surikow (1848–1916), russischer Maler
- Sergei Iwanowitsch Swetoslawski (1857–1931), ukrainischer Landschaftsmaler
- Iwan Petrowitsch Trutnew (1827–1912), russischer Maler
- Apollinari Michailowitsch Wasnezow (1856–1933), russischer Maler
- Wiktor Michailowitsch Wasnezow (1848–1926), russischer Maler
- Wassili Wassiljewitsch Wereschtschagin (1842–1904), russischer Kriegsmaler
- Sergei Arsenjewitsch Winogradow (1869–1938), russischer Maler

## Neuere Ausstellungen
- 1976 Peredwischniki, „Wandermaler“, Österreichische Galerie, Wien; Neue Galerie am Landesmuseum Joanneum, Graz
- 2011/2012 The Peredvizhniki – Pioneers of Russian Painting, Nationalmuseum Stockholm
- 2012 Die Peredwischniki – Maler des russischen Realismus, Kunstsammlungen Chemnitz[2]